# 滑川市立寺家小学校
滑川市立寺家小学校（なめりかわしりつ じけしょうがっこう）は、富山県滑川市寺家町にある公立小学校。

## 沿革
- 1908年（明治41年） - 滑川男子尋常高等小学校として開校
- 1941年（昭和16年）4月1日 - 国民学校令により町立寺家国民学校と改称
- 1947年（昭和22年）4月1日 - 学制改革により滑川町立寺家小学校と改称
- 1954年（昭和29年）3月1日 - 市立寺家小学校と改称
- 1960年（昭和35年）3月 - 鉄筋2階建て（一部3階建て）校舎の第4期工事が完成[1]
- 1961年（昭和36年）3月3日 - 校舎が完成[2]
- 1988年（昭和63年） - 中島源太郎文部大臣来校
- 2008年（平成20年） - 創立100周年記念事業を行う

## 行事
- 4月7日 - 入学式
  - 24日 - 1年生おめでとう集会
- 5月 - 4年生宿泊学習
- 6月 - 5･6年生宿泊学習
- 7月 - ネブタづくり
- 9月 - 秋季大運動会
- 10月 - 寺家っ子学習発表会
- 11月 - 学習参観
- 12月 - 幼保小交流
- 1月8日 - 書き初め大会
  - 20日 - スキー教室
- 2月17日 - なかよし会食
  - 20日 - 6年生おめでとう感謝祭
- 3月 - 卒業式

## 通学区域
常盤町1区、2区、3区、4区、吾妻町、吾妻団地、公園通り、北町、三穂町、神明町、今町、武平太町、四間町、中町1区、2区、荒町、大河区、寺家町、晒屋、下小泉1区、清水町1区、柳原新町、泉ケ丘、清水町2区、神家町、辰野新町、中川原、辰野、辰野北、駅前団地、坪川新、坪川の一部、アイリスタウン

## 進学先
- 滑川市立滑川中学校

## 著名な卒業生
- 室井滋（女優）
- 岡本幸一郎（自動車評論家）